# 쇼와 대학
쇼와 대학(昭和大学)은 일본의 사립 대학이다. 1928년 일본 도쿄에서 개교되어 현재에 이르고 있다.